# تيري دبليو. براون
تيري دبليو. براون (بالإنجليزية: Terry W. Brown)‏ هو سياسي أمريكي، ولد في 14 مارس 1950، وتوفي في 4 سبتمبر 2014 بسبب سرطان. حزبياً، نشط في الحزب الجمهوري. وقد انتخب عضو مجلس ولاية مسيسيبي.